# ’Til Death Do Us Unite
’Til Death Do Us Unite – ósmy album studyjny niemieckiego zespołu thrash metalowego Sodom wydany 24 lutego 1997 roku. Album ten zawierał więcej elementów crossover thrashu niż poprzednie płyty. Album ten był również bardzo kontrowersyjny ze względu na okładkę przedstawiającą ludzką czaszkę zaciśniętą między brzuchem ciężarnej kobiety a brzuchem wojownika sumo. Zawierał również kontrowersyjny teledysk do utworu „Fuck the Police”.

## Lista utworów
1. „Frozen Screams” – 2:56
2. „Fuck the Police” – 3:27
3. „Gisela” – 2:39
4. „That’s What an Unknown Killer Diarized” – 4:42
5. „Hanging Judge” – 2:46
6. „No Way Out” – 2:47
7. „Polytoximaniac” – 2:27
8. „’Til Death Do Us Unite” – 5:12
9. „Hazy Shade of Winter” (Simon & Garfunkel cover)" – 1:59
10. „Suicidal Justice” – 2:47
11. „Wander in the Valley” – 3:51
12. „Sow the Seeds of Discord” – 2:30
13. „Master of Disguise” – 3:03
14. „Schwerter Zu Pflugscharen” – 4:01
15. „Hey, Hey, Hey Rock'n Roll Star” – 4:18

## Twórcy
- Tom Angelripper – wokal, gitara basowa
- Bernemann – gitary
- Bobby Schottkowski – perkusja